# Vincent Descombes Sevoie
Pour les articles homonymes, voir Descombes.
Ne doit pas être confondu avec Vincent Descombes.
Vincent Descombes Sevoie, né le 9 janvier 1984 à Chamonix, est un sauteur à ski français tenant le record de France de saut à ski depuis janvier 2016 (Vikersund).

## Biographie
Vincent Descombes Sevoie fait ses débuts en Coupe continentale le 19 janvier 2002 à Courchevel. Il a également participé à quelques épreuves de combiné nordique, durant l'hiver 2002-2003 dont les Championnats du monde juniors. Il s'entraîne avec l'équipe nationale dans ce sport depuis l'âge de 14 ans, mais opte pour le saut lorsqu'il se rend compte que son niveau en ski de fond stagne.
Il participe régulièrement à la Coupe continentale de 2002 à 2006, année où il obtient son premier top dix dans la compétition, puis fait ses débuts en Coupe du monde le 10 mars 2006 à Lillehammer. Il marque aussi ses premiers points dans cette même localité en fin d'année 2006 (24e) et depuis lors ne cesse d'y prendre part. Depuis 2007, il en contrat avec les Douanes. Cependant, il s'isole du groupe de l'équipe de France car il ne s'entend pas avec les autres athlètes.
En 2010, il est sélectionné pour les Jeux olympiques de Vancouver, se qualifiant à chaque fois sur la deuxième manche des épreuves individuelles (28e et 21e). En mars 2010, il améliore sa meilleure performance dans l'élite avec une treizième place à Kuopio. À l'été 2010, il obtient deux de ses quatre podiums en Coupe continentale à Lillehammer.
Il prend le record de France de la discipline à Emmanuel Chedal le 24 février 2012 lors de la première manche des championnats du monde 2012 de Vikersund avec un saut de 225 mètres.
Unique représentant français lors de la Tournée des quatre tremplins en 2013 où son compatriote Emmanuel Chedal annonce sa retraite, il confie au quotidien L'Équipe les difficultés du saut à ski français où sa solitude se mêle au manque de moyens mis à disposition du saut à ski par la fédération française de ski, mettant en exergue notamment l'absence de farteur, diététicien et préparateur physique en équipe de France. En raison des deux premiers concours ratés lors de la Tournée, il décide de l'abandonner pour disputer des épreuves en Coupe continentale (antichambre de la Coupe du monde) à Zakopane en Pologne en voiture avec un retour prévu en quinze heures de bus en déclarant « Alors, franchement, si la Fédération ne veut pas payer un retour en avion, je me paierai moi-même mon billet. ». Il compte trois résultats de quatorzième lors de cette saison 2012-2013 à Kuopio et Planica en Coupe du monde, ainsi que sur le petit tremplin lors des Championnats du monde à Val di Fiemme, soit son meilleur résultat individuel de sa carrière dans un championnat majeur. Il connaît une contrevenue en 2014, lorsqu'il n'est pas sélectionné pour les Jeux olympiques de Sotchi, Ronan Lamy-Chappuis étant le seul représentant français. De plus il perd le titre national en fin de saison.
Il rebondit rapidement lors de la saison 2014-2015, obtenant une douzième place en Coupe du monde.
En janvier 2015, il rentre pour la première fois dans les dix premiers d'une épreuve de Coupe du monde avec une neuvième place à Sapporo.
Lors de la saison 2016, il se classe notamment seizième de la Tournée des quatre tremplins et bat son record de France avec une distance de 230 mètres 50, à Vikersund. Lui et son compatriote Ronan Lamy Chappuis réalisent une belle saison avec plusieurs top 10 pour Vincent. Il améliore encore ses performances en 2016-2017, où il est notamment cinquième du concours de Ruka, son meilleur résultat individuel. Il finit seizième du classement général cet hiver, son plus haut dans l'élite.
Lors de la saison 2017-2018, même s'il ne marque que quatre points dans la Coupe du monde, il prend part aux Jeux olympiques de Pyeongchang, huit ans après sa première participation, pour se classer 43e, puis 50e. Ne pouvant ne plus donner son meilleur en compétition, il décide de mettre un terme à sa carrière sportive en 2018.

## Palmarès

### Jeux olympiques
| Épreuve / Édition | Vancouver 2010 | Chine PyeongChang 2018 |
| Petit tremplin    | 28e            | 43e                    |
| Grand tremplin    | 21e            | 50e                    |
| Par équipes       | 9e             |                        |

### Championnats du monde
| Épreuve / Édition  | Sapporo 2007 | Liberec 2009 | Oslo 2011 | Val di Fiemme 2013 | Falun 2015 | Lahti 2017 |
| Petit tremplin     | 46e          | 33e          | 36e       | 14e                | 29e        | 41e        |
| Grand tremplin     |              | 41e          | 49e       | 29e                | 34e        | 33e        |
| Par équipes        |              | 8e           |           |                    |            |            |
| Par équipes mixtes |              |              |           | 5e                 | 8e         | 10e        |

### Championnats du monde de vol à ski
| Épreuve / Édition | Oberstdorf 2008 | Planica 2010 | Vikersund 2012 | Harrachov 2014 | Kulm 2016 | Oberstdorf 2018 |
| Individuel        |                 | 37e          | 20e            | 19e            | 13e       | 40e             |
| Par équipes       | 8e              |              |                |                |           |                 |

### Coupe du monde
- Meilleur classement général : 16e en  2017.
- Meilleur résultat individuel : 5e.

#### Différents classements en Coupe du monde
| Année     | Classement général final |
| 2006-2007 | 60e                      |
| 2007-2008 | 58e                      |
| 2008-2009 | 39e                      |
| 2009-2010 | 47e                      |
| 2011-2012 | 54e                      |
| 2012-2013 | 42e                      |
| 2013-2014 | 68e                      |
| 2014-2015 | 28e                      |
| 2015-2016 | 28e                      |
| 2016-2017 | 16e                      |
| 2017-2018 | 67e                      |

### Coupe continentale
- 4 podiums.